# فایاکس
فایاکس (به یونانی: Σχερία) در اسطوره‌های یونان، کشوری در جزیره سخریا است.
مردم این سرزمین فایاکی‌ها خوانده می‌شدند و افرادی خوش‌گذران و مهمان‌نواز بودند.